# Щедрін Ігор Леонідович
Ігор Леонідович Щедрін (нар. 10 червня 1988 року, м. Маріуполь, Українська РСР) — український блогер, публіцист, політичний діяч. Голова та співзасновник партії «Демократична Сокира».

## Біографія
Середню освіту здобув у школі № 106 м. Запоріжжя. У 2005 вступив на факультет іноземної філології Запорізького національного університету, де отримав повну вищу освіту за напрямом російська мова, російська література та німецька мова.
В 2016 році, будучи лідером ГО «Медичний Контроль» виявив, що нова схема державної закупівлі ліків неефективна і створена для отримання прибутку конкретним фармацевтичним компаніям. Так, за новою схемою Україна мала закуповувати оптом дешеві ліки через міжнародні організації. Проте в дійсності, замовлялися дешеві та неефективні препарати з Індії, Казахстану та Боснії, деякі з них, наприклад вакцина від поліомієліту, взагалі були заборонені в інших країнах світу. Крім цього, головними постачальниками ліків були українські компанії, які лобіювали цей закон.
Це розслідування набуло великого розголосу в ЗМІ.
Робота і бізнес
Копірайтер — 2010—2011.
Журналіст — 2010—2011.
Політтехнолог — 2011—2016.
Консультант із корпоративного PR — 2012—2019.
З 2018 до теперішнього часу — CEO та засновник Libera.store.
Суспільна діяльність
2014 — теперішній час: засновник і член Координаційної ради ГО «Медичний контроль».
2014 — теперішній час: засновник і член редакційної колегії сайту «Петро і Мазепа».
2015 — теперішній час: засновник і член правління ГО «Справа».
2018 — теперішній час: засновник і член Орккомітету ГО «Демократична Сокира».

## Особисте життя
Одружений.

## Цікаві факти
- 2009 року зайняв друге місце на Всеукраїнській студентській олімпіаді з російської мови[8]. На сайті ВРУ поданий як студент університету імені Вернадського (Сімферополь), водночас є у списку студентів-філологів на сайті Запорізького національного університету[9]